# Prašť jako uhoď
Prašť jako uhoď je název knihy, kterou napsal americký spisovatel Peter David v roce 1990. Jedná se o žánr science-fiction z fiktivního světa Star Trek. Svými postavami i dějem náleží k televiznímu seriálu Star Trek: Nová generace. Originál knihy, z něhož byl pořízen český překlad, má anglický název Star Trek: The Next Generation – A Rock and a Hard Place, vydán byl roku 1990 s licencí společnosti Paramount Pictures.

## Obsah
Místem děje celého TV seriálu i navazujících knih je kosmická loď Enterprise cestující vesmírem v 24. století. Na její palubě žije tisíc lidí. Kapitánem lodi je Jean-Luc Picard, pomáhají mu na velitelském můstku první důstojník William Riker, android Dat, lodní poradkyně Deanna Troi, slepý poručík šéfinženýr Georgi La Forge, šéf bezpečnosti Worf z Klingonu. 
Z příkazu Hvězdné flotily byl převelen krátkodobě na planetu  Ráj William Riker a jeho místo zaujal na palubě Enterprise jiný zkušený důstojník Skamene. Planeta Ráj prošla obdobím zhroucení všech forem života a je malou osadou vědců podrobována postupné terraformaci. Riker jim má pomoci překonat problémy. Nachází zde svého přítele a spolužáka z dob studií Cartera i s rodinou a brzy poté se rozhodne mu pomoci, když se ve vichřici a mrazu při jedné z vyjížděk ztratí.  Při záchranné misi je napaden zvířecími stvůrami (nepovedený experiment) stvořenými vědci na planetě, které předtím stačily zahubit Cartera a ohrožují i jeho manželku a dceru. Nakonec se do ohrožení života dostal v horách i Riker. Zachránil jej jeho krátkodobý náhradník Skamene.
Příběh doprovází druhá linie vyprávění z paluby Enterprise, kde se seznámí čtenář z postavou Skamene i jeho velice nevšedními postupy při řešení krizových situací. Jeho spolupracovníci často uvažují, že Skamene je díky traumatům ze své minulosti šílenec, avšak jeho metody vedou k vyřešení problémů. Na Enterprise byl poslán, aby jej Picard otestoval. Poté, co zkusí navázat užší vztah k Deanně Troi zachrání svého soka v funkci i lásce Rikera, se rozhodne na funkci důstojníka rezignovat a zůstane na planetě Ráj jako člen týmu.

## České vydání knihy
Do češtiny knihu přeložil Radim Rouče v roce 2003 a téhož roku ji vydalo nakladatelství Laser-books z Plzně . Je to drobná brožura s tmavou obálkou, na titulní straně mimo titulek označená číslicí 10 (desátá v číslované řadě) a doplněná portréty Rikera a Deanny Troi. Stála 115 Kč.